# Wikimania

Logo konference Wikimania

Wikimania je konference uživatelů wiki projektů spravovaných nadací Wikimedia Foundation.
Diskutující představují prezentace týkající se kultury a technologií kolem wiki a obecně světa s volnými informacemi. Prezentují se i studie a experimenty z různých wikiprojektů nadace Wikimedia Foundation.

## Ročníky
| ročník | logo                                                            | konference     | datum konání          | místo konání                                     | návštěvnost             | prezentace                 |
| ------ | --------------------------------------------------------------- | -------------- | --------------------- | ------------------------------------------------ | ----------------------- | -------------------------- |
| 1.     | Logo konference Wikimania 2005, held in Frankfurt, Germany      | Wikimania 2005 | 4.–8. srpna 2005      | Frankfurt nad Mohanem, Německo                   | 380                     | prezentace, videa          |
| 2.     | Logo konference Wikimania 2006 v Cambridge, Massachusetts       | Wikimania 2006 | 4.–6. srpna 2006      | Cambridge, Massachusetts, Spojené státy americké | 400                     | prezentace, videa          |
| 3.     | Logo konference Wikimania 2007, held in Taipei, Taiwan          | Wikimania 2007 | 3.–5. srpna 2007      | Tchaj-pej, Tchaj-wan                             | 440                     | fotografie                 |
| 4.     | Logo konference Wikimania 2008, held in Alexandria, Egypt       | Wikimania 2008 | 17.–19. července 2008 | Alexandrie, Egypt                                | 650                     | program, prezentace, videa |
| 5.     | Logo konference Wikimania 2009, held in Buenos Aires, Argentina | Wikimania 2009 | 26.–28. srpna 2009    | Buenos Aires, Argentina                          | 559                     | prezentace, videa          |
| 6.     | Logo konference Wikimania 2010, held in Gdańsk, Poland          | Wikimania 2010 | 9.–11. července 2010  | Gdaňsk, Polsko                                   | +/- 500                 | prezentace                 |
| 7.     | Logo konference Wikimania 2011, held in Haifa, Israel           | Wikimania 2011 | 4.–7. srpna 2011      | Haifa, Izrael                                    | 720                     | prezentace, videa          |
| 8.     | Logo konference Wikimania 2012, held in Washington DC, US       | Wikimania 2012 | 12.–15. července 2012 | Washington, D.C., Spojené státy americké         | 1400                    | prezentace, videa          |
| 9.     | Logo konference Wikimania 2013                                  | Wikimania 2013 | 7.–11. srpna 2013     | Hongkong, Čína                                   | 700                     | prezentace, videa          |
| 10.    | Logo konference Wikimania 2014                                  | Wikimania 2014 | 6.–10. srpna 2014     | Londýn, Spojené království                       | 1762                    | prezentace, videa          |
| 11.    | Logo konference Wikimania 2015                                  | Wikimania 2015 | 15.–19. července 2015 | Ciudad de México, Mexiko                         | 800                     | prezentace, videa          |
| 12.    | Logo konference Wikimania 2016                                  | Wikimania 2016 | 21.–28. června 2016   | Esino Lario, Itálie                              | 1365                    | prezentace, videa          |
| 13.    | Logo konference Wikimania 2017                                  | Wikimania 2017 | 9.–13. srpna 2017     | Montréal, Kanada                                 | 915                     | prezentace, videa          |
| 14.    | Logo konference Wikimania 2018 v Kapském Městě                  | Wikimania 2018 | 18.–22. července 2018 | Kapské Město, Jihoafrická republika              | přes 700                | prezentace, videa          |
| 15.    | Logo konference Wikimania Stockholm                             | Wikimania 2019 | 14.–18. srpna 2019    | Stockholm, Švédsko                               | přes 800                | prezentace, videa          |
| 16.    | Logo konference Wikimania 2021                                  | Wikimania 2021 | 13.–17. srpna 2021    | online                                           |                         | prezentace, videa          |
| 17.    | Logo konference Wikimania 2022                                  | Wikimania 2022 | 11.–14. srpna 2022    | online                                           |                         | prezentace, videa          |
| 18.    | Logo konference Wikimania Singapore                             | Wikimania 2023 | 15.–20. srpna 2023    | Singapur                                         | 761 a přes 2105 on-line | prezentace, videa          |
| 19.    | Logo konference Wikimania 2024                                  | Wikimania 2024 | 7.–10. srpna 2024     | Katovice, Polsko                                 |                         | prezentace, videa          |
| 20.    |                                                                 | Wikimania 2025 |                       | Nairobi, Keňa                                    |                         |                            |
| 21.    |                                                                 | Wikimania 2026 |                       | Paříž, Francie                                   |                         |                            |